# Lars Erik Bjørnsen
Lars Erik Bjørnsen (født 20. juli 1982) er en norsk tidligere håndboldspiller, der spillede for Team Tvis Holstebro i Den danske håndboldliga samt Drammen HK, Kragerø IF og ØIF Arendal i hjemlandet. 
Han spillede 103 kampe for det norske håndboldlandshold.
Han er norges bedste højrefløj og var den eneste højrefløj Norge udtog til under VM 09

## Eksterne links
- Spillerinfo (Webside ikke længere tilgængelig)